# 358
358 (CCCLVIII) var ett normalår som började en torsdag i den julianska kalendern.

## Händelser

### Okänt datum
- En jordbävning drabbar Nicaea.
- Frankerna kapitulerar för Julianus Apostata i Belgien.
- Julianus tillåter frankerna att bilda en romersk foederatii (trupp inom rikets gränser) i Toxandria.
- Quaderna och sarmaterna försöker invaderar Pannonien, men slås tillbaka av Constantius II.
- Påven Liberius återvänder till Rom, varvid Felix II drar sig tillbaka till sin egendom nära Porto.
- Eudoxius blir patriark av Antiochia.